# Markus Aigner
Markus „Magic“ Aigner (* 4. Januar 1972) ist ein ehemaliger deutscher Fußballspieler.

## Karriere
Aigner wechselte zur Saison 1996/97 zum Regionalligisten FC Augsburg. Für Augsburg kam er zu 24 Einsätzen in der Regionalliga, in denen er drei Tore erzielte. Zur Saison 1997/98 schloss er sich dem Ligakonkurrenten Wacker Burghausen an. Für Burghausen spielte er 15 Mal in der dritthöchsten Spielklasse und erzielte dabei ein Tor. Im Januar 1998 wechselte er zur viertklassigen SG Post/Süd Regensburg, für den er zu zwölf Einsätzen in der Oberliga.
Zur Saison 1998/99 wechselte Aigner nach Österreich zum Zweitligisten FC Austria/VSV. Sein Debüt in der zweiten Liga gab er im Juli 1998, als er am ersten Spieltag jener Saison gegen den First Vienna FC in der Startelf stand und in der 56. Minute durch Thomas Höller ersetzt wurde. In zwei Spielzeiten beim ab 1999 FC Kärnten genannten Verein kam er zu 48 Zweitligaeinsätzen und machte dabei fünf Tore. Zur Saison 2000/01 schloss er sich dem Ligakonkurrenten SC Untersiebenbrunn an. In vier Spielzeiten bei den Niederösterreichern absolvierte er 93 Zweitligapartien und erzielte dabei 26 Tore. Von August 2003 bis zum Ende der Saison 2003/04 war Aigner suspendiert und kam zu keinen weiteren Einsätzen für Untersiebenbrunn.
Daraufhin wechselte er zur Saison 2004/05 zum Regionalligisten SKN St. Pölten. Zur Saison 2005/06 wechselte er wieder in die zweithöchste Spielklasse, diesmal zum DSV Leoben. In eineinhalb Jahren bei den Steirern absolvierte Aigner 53 Zweitligamatches und erzielte 22 Tore. Im Januar 2007 wechselte er innerhalb der Liga zur Zweitmannschaft des FK Austria Wien. Für Austria II erzielte er in elf Einsätzen zwei Tore.
Zur Saison 2007/08 wechselte er zum Regionalligisten SV Würmla. Im Sommer 2008 schloss er sich dem Ligakonkurrenten Floridsdorfer AC an. Für den FAC kam er zu 13 Einsätzen in der Regionalliga, in denen er sechs Tore erzielte. Im Januar 2009 wechselte er ins Burgenland zum viertklassigen ASK Baumgarten. Mit Baumgarten stieg er am Ende der Saison 2008/09 in die Regionalliga auf. Für die Burgenländer absolvierte er in der dritt- und vierthöchsten Spielklasse 27 Spiele. Im Januar 2010 wechselte er wieder nach Wien zur viertklassigen Rennweger SV 1901. Für die RSV machte er elf Spiele in der Wiener Stadtliga. In der Saison 2010/11 ging Aigner für den fünftklassigen SC Wiesen im Burgenland auf Torejagd. Bis Saisonende kam er auf fünf Tore in acht Einsätzen.
Zur Saison 2011/12 kehrte er wieder zu Rennweg zurück, das inzwischen in die fünftklassige Oberliga abgestiegen war. In dieser kam er in jener Spielzeit zu 18 Einsätzen und erzielte 13 Tore. Zur Saison 2012/13 schloss er sich dem achtklassigen SV Strasshof aus Niederösterreich an. Mit Strasshof stieg er zu Saisonende in die siebtklassige 1. Klasse auf. Nach dem direkten Wiederabstieg wechselte er zur Saison 2014/15 zur sechstklassigen 1. SVg Wiener Neudorf. In Wiener Neudorf kam er zu 19 Gebietsligaeinsätzen. Zur Saison 2015/16 kehrte er wieder nach Strasshof zurück. Nach elf weiteren Einsätzen für den Verein wechselte er im Januar 2016 zum fünftklassigen FC Karabakh Wien, mit dem er am Ende der Saison 2015/16 in die Stadtliga aufstieg. Nach dem Aufstieg beendete Aigner seine Karriere.

## Persönliches
Aigner erhielt aufgrund seiner Spielweise den Spitznamen Magic und wurde auch in den Medien häufig als Magic Aigner geführt.